# Stichsäge

Arbeitsspiel einer Pendelhubstichsäge

Eine Stichsäge ist eine Handsäge oder ein handgeführtes Elektrowerkzeug mit einem schmalen, kurzen, einseitig geführten Sägeblatt zum Schneiden von Ausschnitten, geschwungenen Formen und Erweitern kleiner Öffnungen.
Sie wird für Arbeiten in verschiedenen Materialien wie Holz und Plattenwerkstoffen, Kunststoffen, Aluminium, dünnen Blechen und Gipskarton eingesetzt.

## Elektrostichsäge

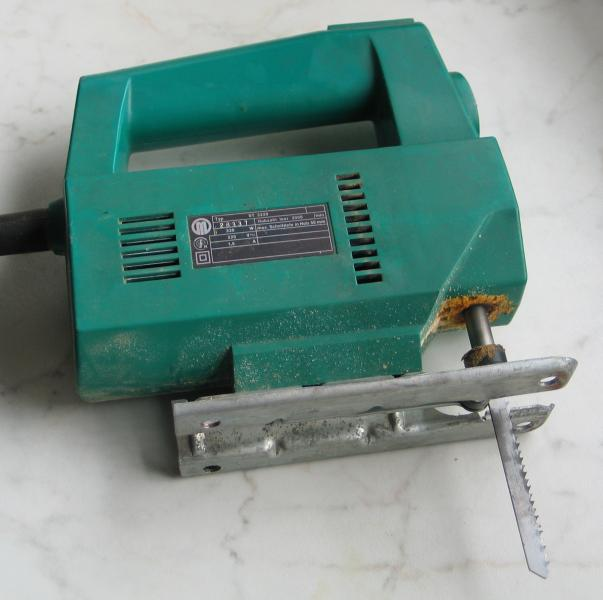
Alte elektrische Stichsäge

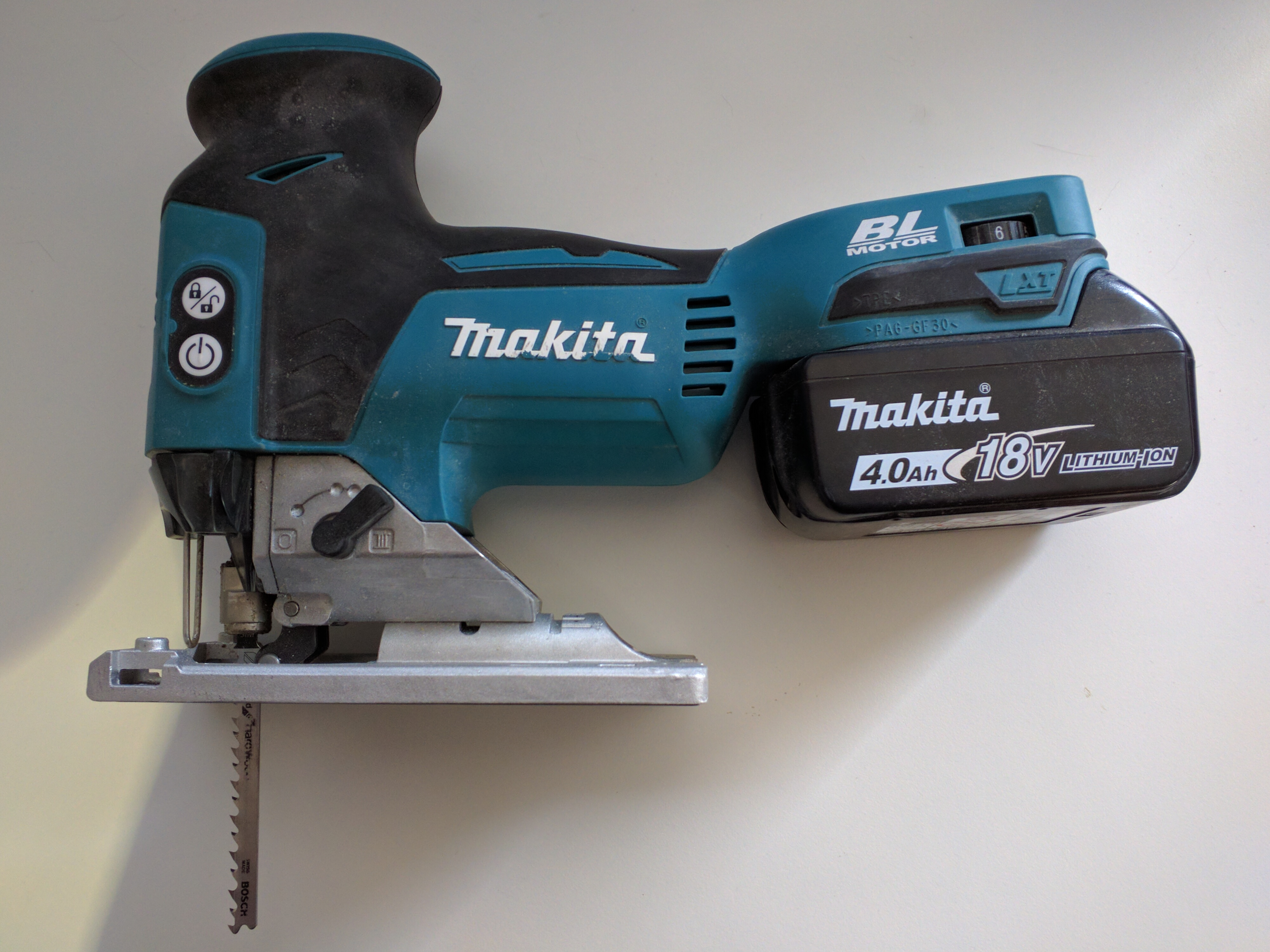
Akkubetriebene Stichsäge

Bei der elektrischen Stichsäge schneidet das einseitig eingespannte Sägeblatt durch eine Hubbewegung. Die Rückseite des Sägeblatts wird bei modernen Stichsägen von einer Rolle gestützt, um das Sägeblatt zu führen. Oft lässt sich der Auflagetisch beiderseits um bis zu 45° schwenken um Schrägschnitte zu erzeugen.
Bei Sägen mit Pendelhub schiebt die Führungsrolle das Sägeblatt zusätzlich zur vertikalen Sägebewegung bei jedem Aufwärtshub nach vorne. Die Stärke der Pendelbewegung ist häufig mehrstufig einstellbar, um sie dem zu bearbeitendem Material und dem Einsatz anzupassen. Mit Pendelhub werden die Sägespäne besser ausgeworfen und die Sägeleistung ist höher. Der Schnitt wird jedoch unsauberer und die Schnittränder können ausfransen.
Sägeblätter gibt es in unterschiedlichen Längen, Dicken und Breiten und für verschiedene Werkstoffe. Auch können Messer, Raspeln und Feilen in die Werkzeugaufnahme eingesetzt werden. Die Aufnahmen in den Maschinen unterscheiden sich nach Herstellern und sind nicht immer kompatibel. Weit verbreitet sind der T-Schaft und der Universalschaft.
Bei vielen Maschinen wird ein Teil der Kühlluft des Motors nach vorne auf die Schnittfläche geblasen, um Sägespäne zu entfernen, so dass der „Anriss“ sichtbar bleibt. Auch ist häufig ein Anschluss-Stutzen für Staubsauger verbaut. Einige Modelle beleuchten die Schnittfläche oder erzeugen einen Laserstrahl als Führungshilfe. Als Zubehör gibt es seitliche Führungsschienen, um parallel entlang gerader Kanten schneiden zu können, sowie Kreislineale für kreisrunde Ausschnitte. Prinzipbedingt – wegen der nur einseitigen Einspannung/Abstützung des Sägeblattes und wegen unvermeidlicher Toleranzen in der Ausrichtung der Sägeblattaufnahme im Verhältnis zur Gerätelängsachse – ist die Nutzung von Führungsschienen/Anschlägen bzw. allgemein die Zwangsführung von Stichsägen eher problematisch. Wegen der genannten Imperfektion in der Sägeblattausrichtung und durch Ungleichmäßigkeiten in der Werkstoffbeschaffenheit kann das Sägeblatt sich hierbei verbiegen (es verläuft). Mit extradicken Sägeblättern lässt sich dieses Problem reduzieren, aber nie ganz eliminieren. Stichsägen sollten daher im Idealfall rein händisch und ohne Aufbringung seitlichen Drucks geführt werden, wobei fortlaufend minimale Korrekturen vorgenommen werden, um dem Anriss zu folgen.
Mit Elektro-Stichsägen sind Tauchschnitte ohne Vorbohrung möglich, indem die nach vorne gekippte Säge bei laufendem Motor langsam und vorsichtig nach hinten gekippt wird. Das Sägeblatt taucht so nach und nach in das Material ein.
Da das Sägeblatt in der Regel in Hubrichtung schneidet, franst die der Maschine zugewandte Seite bei Schnitten in Holz aus. Angesetzt wird die Maschine daher möglichst auf der „schlechten“ Seite (die Sichtseite liegt unten). Alternativ gibt es auch von einigen Herstellern Sägeblätter mit umgekehrter Zahnstellung, falls von der Sichtseite gesägt werden muss. Bei einigen Maschinen kann ein Splitterschutz eingesetzt werden, um ein Ausreißen zu verringern.
Hilfreich sind elektrische Stichsägen im mobilen Einsatz bei Anpassarbeiten vor Ort.
Im Vergleich mit nach dem gleichen Prinzip funktionierenden Säbelsägen erzeugen elektrische Stichsägen saubere Schnitte und lassen sich besser führen, sie werden daher für feinere Arbeiten eingesetzt.

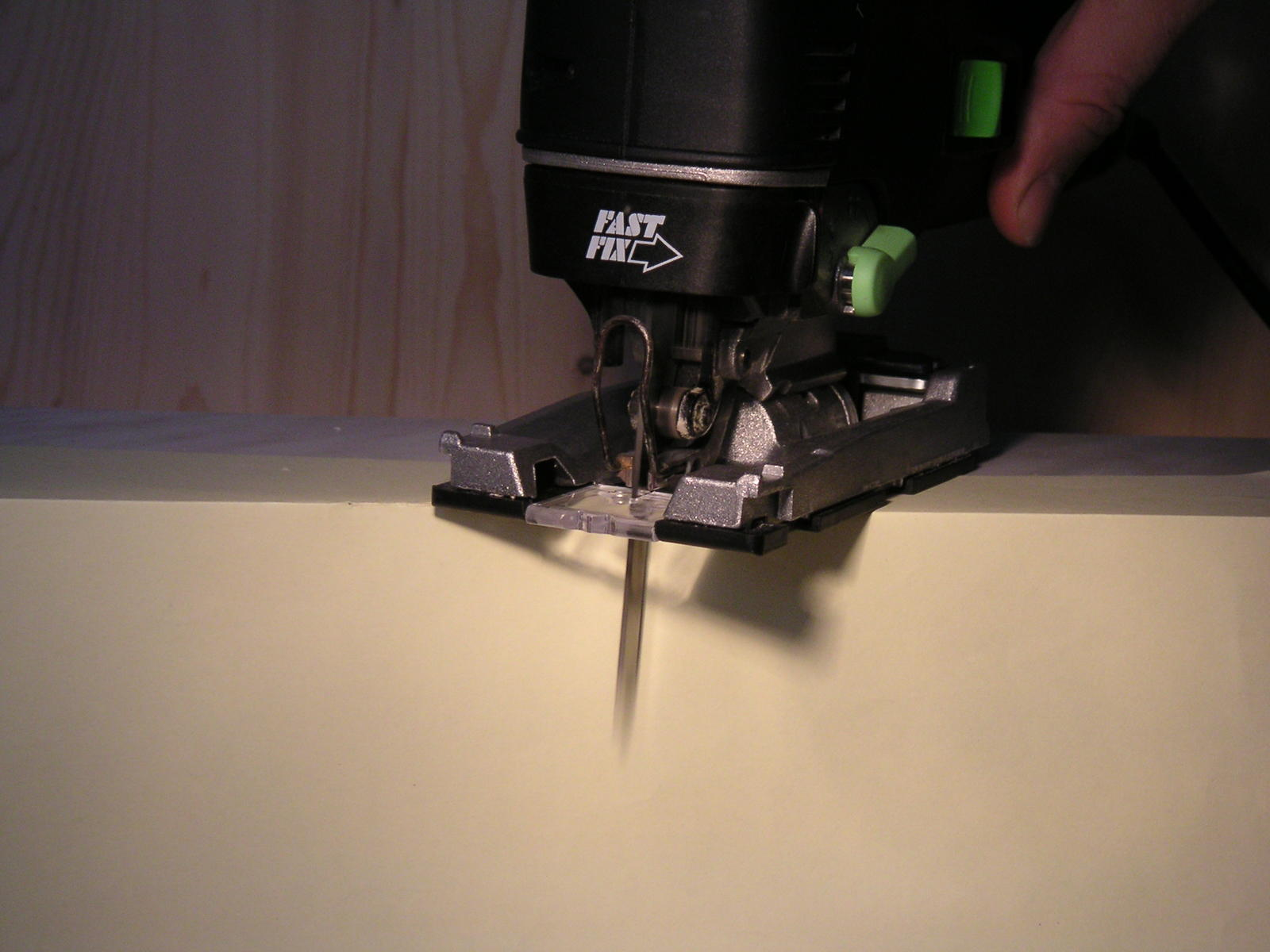
Säge im Betrieb (durchsichtige Kunststoffhaube abgenommen)
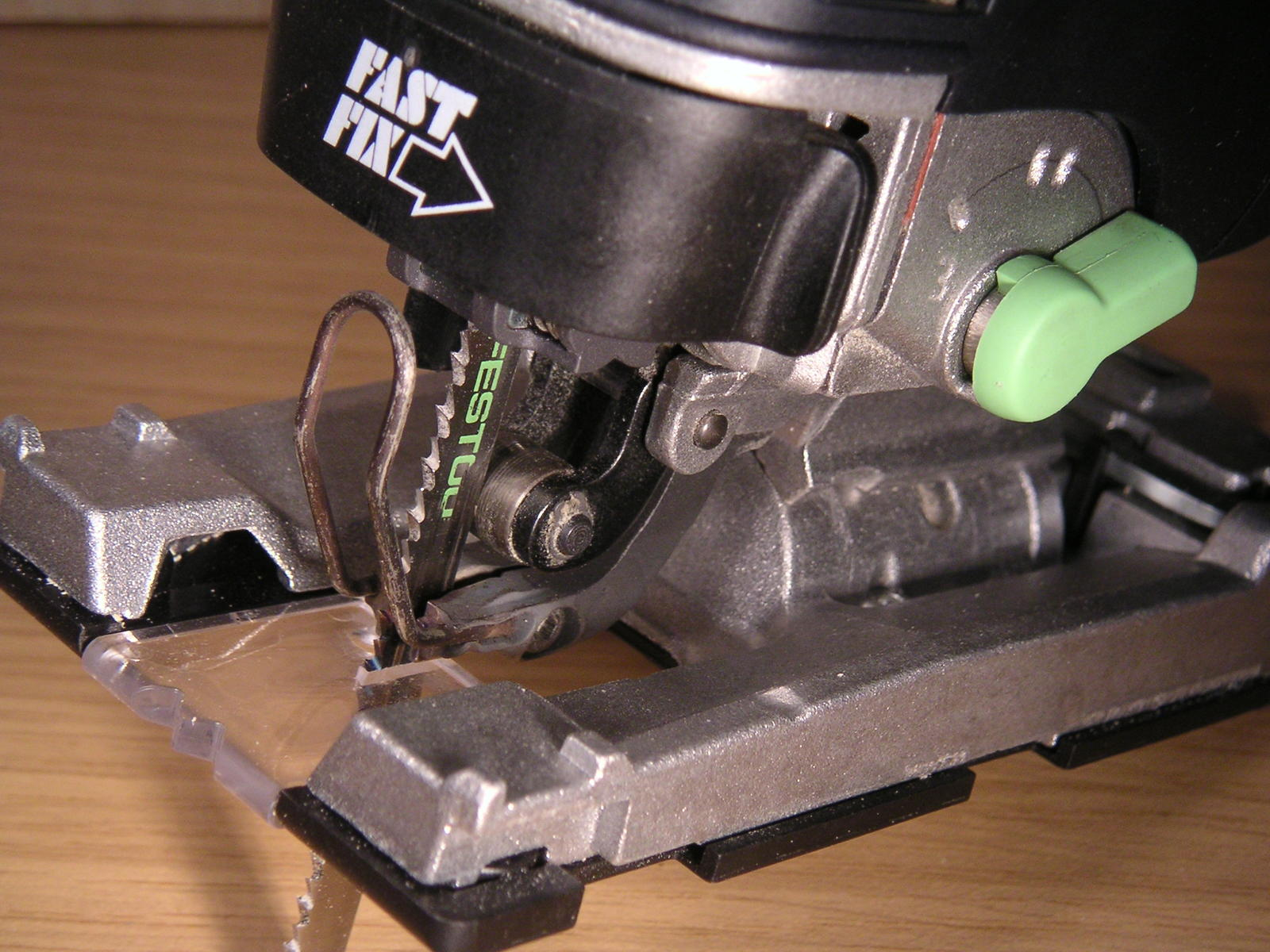
Detailaufnahme mit Rolle für die Führung in Längsrichtung und Backen für die Führung in Querrichtung sowie dem Splitterschutz aus durchsichtigem Kunststoff
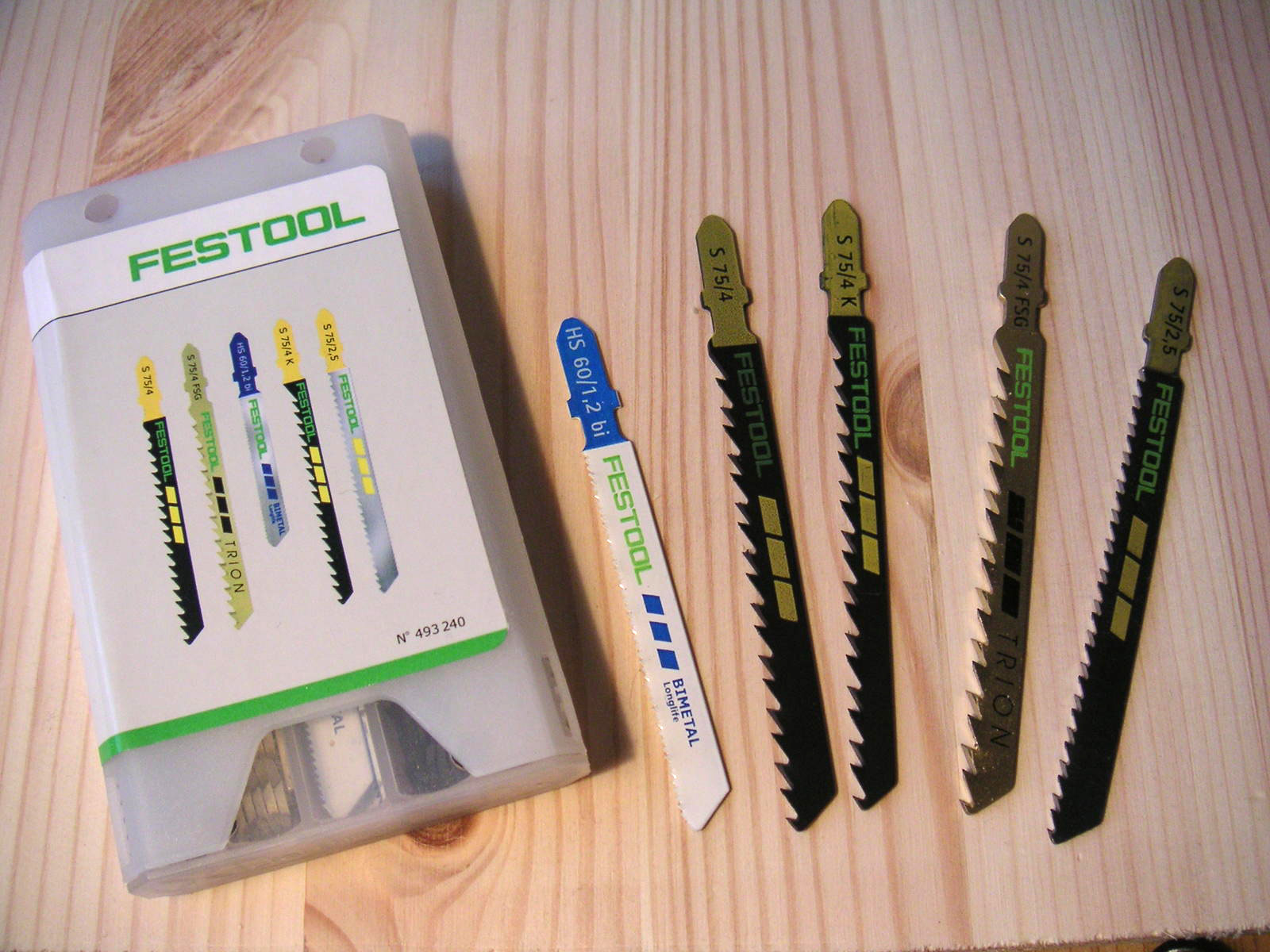
Ein Metall- und mehrere Holzsägeblätter samt Etui. Gut zu erkennen ist auch der im Artikel genannte T-Schaft.

### Geschichte
Die Firma C. & E. Fein erfand die Stichsäge. Für die Holzindustrie wurden ab 1927 elektrische Handsägen gebaut und 1933 zur beschleunigten Blechbearbeitung in der Automobilindustrie und im Flugzeugbau eingeführt.
Albert Kaufmann, zu dieser Zeit Mitarbeiter der Scintilla AG, entwickelte 1946 die elektrische Stichsäge, deren Grundidee er von der Nähmaschine seiner Frau übernahm. Seine Firma begann im darauffolgenden Jahr mit der Serienproduktion der als „Lesto-Stichsäge“ vermarkteten Maschinen.

## Manuelle Stichsäge

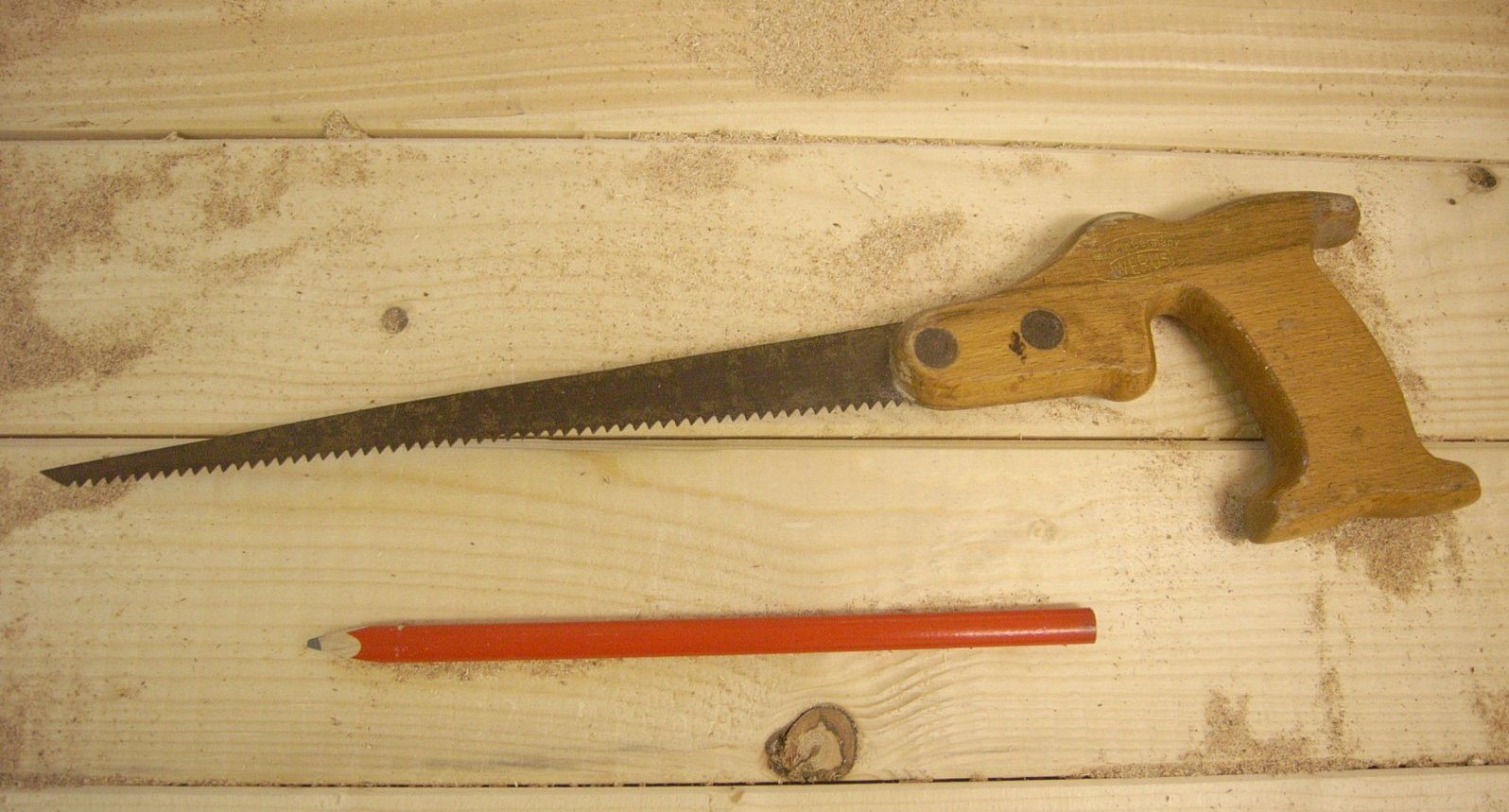
Manuelle Stichsäge

Manuelle Stichsägen zählen zu den Heftsägen mit Griff aus Holz, Metall oder Kunststoff. Sie arbeiten auf Stoß, das schmale, vorne spitz zulaufende Sägeblatt hat eine mittlere Zahnteilung. Zum Freischneiden des Blattes ist der Rücken dünner als die Zähne.
Zur Herstellung von Ausschnitten in geschlossenen Flächen ist bei manuellen Stichsägen eine Bohrung nötig, durch die das Sägeblatt gesteckt werden kann.